# プリントパック
株式会社プリントパック（英: Printpac Corporation）は、京都府向日市に本社を置く印刷サービスを行う会社。

## 概要
京都府に本社及び本店を構える印刷会社であり、1970年にオフセット印刷の「版」製造業として創業した後、2002年からインターネット受注による印刷通販事業に特化している。
2018年に登録ユーザーが100万人を超え、ポスターやカタログ等の商業印刷物のほか、クリアファイルやスマホケース等の販促品・ノベルティの制作も含め、1日約1万件の受注を処理している。
印刷通販の国内大手の一社であり、2022年時点で本社工場を併せ全国9か所に生産拠点を設け、24時間体制で工場を稼働させている。

## 事業所

### 工場
- 五条工場 - 京都府京都市右京区西院月双町82
- 伏見工場 - 京都府京都市伏見区島津町180
- 吉祥院工場 - 京都府京都市南区吉祥院嶋樫山町44
- 東京工場 - 東京都江東区新木場2-9-11
- 高崎工場 - 群馬県高崎市島野町字大橋890-31
- 関東柏工場 - 千葉県柏市船戸1-20
- 関東木更津工場 - 千葉県木更津市かずさ鎌足3-6-2
- 九州工場 - 福岡県北九州市小倉南区曽根北町2633-11

### 本店・支店
- 本店 - 京都府向日市森本町野田3-1
- 札幌支店 - 北海道札幌市北区北7条西1丁目1-2（SE山京ビル302号）

## 沿革
- 1970年 - 京都府を拠点として商業印刷物などの印刷方式として主流であるオフセット印刷の焼付分野で創業する。
- 2002年 - 社内による印刷の一貫体制が整い、インターネットを窓口とした印刷通販サービス「プリントパック」が開設される[3]
- 2004年9月 - プリントパック開設2周年に伴いサイトをリニューアル。当日発送、翌日発送コースの提供を開始。
- 2005年
  - 1月 - 一部地域を除き印刷全商品送料無料サービスを開始。
  - 6月 - サイトリニューアルを実施。
  - 7月 - 土曜日の営業及び発送を開始。
- 2006年
  - プライバシーマークを取得[4]。
  - 2月 - ISO 90011（JIS Q 9001:2000）を取得。
  - 4月 - 代金引換決済の対応を開始。
  - 5月 ‐ 日曜日の営業及び受付を開始。
  - 6月 ‐ ホッチキスを使用しない糊付け製本である「ホッチレス・カタログ」の販売が開始。
  - 8月 ‐ プリントパック東京支店（プリントパックtokyo）が東京都千代田区にオープン。
- 2007年
  - 4月 ‐ カタログ・冊子印刷において最大25%以上の値下げを敢行。
  - 5月 - 本社を京都府向日市へ移転。。
  - 7月 - サイト利便性向上などを目的としたリニューアルを実施。
- 2008年
  - 3月 ‐ 東京都江東区にプリントパック東京工場を開設。
  - 11月 - 年賀状印刷専門サイト「プリントパックde年賀状印刷」がサービス開始。
- 2010年
  - 3月 - プリントパック東京支店が新店舗へリニューアルを実施。
  - 6月 - 東京23区内限定で出荷当日配送の東京超特急便がサービスを開始。
  - 6月 - 暑中見舞い印刷専門サイト「プリントパックde暑中見舞い」がサービス開始。
- 2011年
  - 10月 - ISO 27001/ISMSを取得[4]。
  - 11月 ‐ 針金や糊を使用しないエコ冊子（中綴じ）「エコプレス冊子」の販売が開始。
  - 12月 - 資料印刷にテープ製本が追加される。従来のホッチキスどめ製本に比べより多くのページ数に対応することが可能になった。
- 2015年 - 京都市内に新たな製本専用工場を新設[5]。
- 2017年12月 - ユーザー登録数が100万件に到達。

## 事業部門

### 製造部
- 機械エンジニアリング - 主に印刷業務を担う部門であり、印刷機本体を操作するデジタル機械エンジニアや印刷後の後工程を担う断裁・加工・製本エンジニアなどが所属している。

- 生産計画 - 社内全体の生産計画について管理する部門であり、入稿データのチェックを担うデータチェックオペレーターや印刷用の版を作製する工程計画・版面設計などの担当者が所属している。

- ソリューション開発 - 社内で一貫して生産体制を整えているため全国の工場に導入されている印刷機械の保守メンテナンスを担うエンジニア部門が存在する。

### 営業部
- カスタマーサポート - インターネットが基本窓口になっているため電話やメールに対応するカスタマーサポート担当者や一部店舗の窓口スタッフが所属している。

- 販売戦略 - 主に価格戦略を担う部門とWeb広告デザイン（自社サイトの運用を含む）を担う部門で構成されている。

### 管理部
- 情報システムエンジニア - セキュリティなどを含む情報システム部門

- サポート - 人事、総務、経理などの管理部門

## 配送方法
プリントパックでは社内一貫での生産体制を築き、一日あたりA4用紙換算で1億1000万枚を超える印刷能力を有する。そのため、配送方法も標準となる1営業日以内発送から16営業日以内発送コースまで用意されている他、至急対応として当日発送などが用意されている超特急便などの配送方法が存在する。

### 超特急便
超特急便の中には、東京23区内限定で当日10時までに発注すれば当日中に出荷される、当日発注・当日配送などのサービスが実現されている。

### オンデマンド特急仕上げ
東京支店・大阪支店で行われているオンデマンド特急仕上げでは、来店後最速3時間以内に商品の受け渡しが可能なサービスも実現されている。

## 商品サービス

### 商品
- 一般的なチラシ・フライヤーや、カタログ・冊子（中綴じ・無線綴じ）、名刺・ポストカード・のし紙（熨斗紙）などを中心に多くの印刷物を取り扱っている。それぞれインターネット上の窓口、もしくは各支店窓口にて発注することができ、商業用の印刷物から同人誌の印刷まで幅広い顧客を対象とした商品を提供している。
- うちわ印刷 – 主に販促向けとしてポリエステル製のうちわからワンタッチタイプ、定型紙で出来た紙うちわなど、複数の種類におけるうちわの印刷が可能。大手ではラクスルやアドプリントなどでも対応している。

### その他サービス
- 年賀状・暑中見舞い印刷

印刷通販サイトとして、2008年より年賀状の、2010年より暑中見舞いの印刷専門サイトを開設している。用意されたデザインから選択出来る他、オリジナルのデザインデータを使用することも出来る。宛名印刷にも対応しており一貫して挨拶状の作成ができるサービスを展開している。
- 安心価格保証

他社のインターネット通販価格がプリントパックの印刷価格より安い場合、他社との差額をポイント還元するというもの。2012年よりサービスを開始しており、チラシ・ビラ・中綴じ冊子・ポストカードなど、対象商品であれば申込みが可能。
- 100%満足保証

印刷業界においては数少ない保証サービスを提供している。具体的には、製造過程において顧客側のデータ入稿ミスなどによらない不具合のある印刷商品があった場合に、全額返金もしくは商品の再納品を保証するサービス。
- データ修正サービス

顧客が納品した印刷用データに不備があった場合、通常であればデータの再入稿が必要になり納期が後ろ倒しになることが多い。データ修正サービスでは納期を優先させて万が一データに不備があった場合、軽微なものについてはプリントパック側で多少のデータ修正を行うサービス。
- Office Print

Office系のデータであればPCで仕上がりを確認することができる専用アプリケーション。元データ入稿では入稿後にレイアウトを確認する必要があったため発送までに時間を要したが同アプリを利用することで当日・翌日発送コースなどのサービスを利用することが可能。
- iPhoneケース印刷

自分用・プレゼント・販売用などにオリジナルデザインでiPhoneケースを印刷するサービス。対応機種は主にiPhone 6以降。片面フルカラーでケースの種類はハードとソフトの2種類、カラーは白、黒、透明から選択する。最小ロットは1個、最大1000個まで対応可能。オプションにチャック付き袋、ブリスターケースなどがある。
- 卓上POP印刷

テーブルやカウンターなど、台の上に置いて使う販促ツールである卓上POPを印刷するサービス。テント型（縦横）、三角柱、四角柱などから選ぶことができ、組立時は切り込み口に差し込むことで完成する。
- ラベル・シール印刷

シールを印刷できるサービス。形や大きさを複数の選択肢から選べるだけではなく、印刷用紙の種類まで選ぶことができる。特徴的なものだと、アート紙を用いた、訂正用シールや、のりの成分が冷えても固くならない為、冷蔵での用途に適した冷食シールなどがある。

## その他

### 労使関連
- 2010年に新入社員が印刷機に挟まれ死亡する労災事故が起きた。
- 2013年に社内で労働組合が結成された際、組合員に対する配置転換や賞与の不払いなどを行ったことに対し、京都府労働委員会による尋問が行われ、2016年7月に京都府労働委員会から不当労働行為と認められた。これらの不祥事によってプリントパックは「ブラック企業大賞2016」の「業界賞」を受賞[7]した。なお、この不当労働行為については会社側が中央労働委員会に再審査の申立てを行い、2017年2月に中央労働委員会が再審査を行った結果、中央労働委員会が示した和解案に労使双方が合意し和解が成立[8]した。
- 2017年にも、役員が労組に加入した組合員に対して、労組加入が将来の不利益につながるかのような話をするという事案が発生し、労組側から不当労働行為の救済申立を受けている。その後、2018年10月に京都府労働委員会が示した和解案に労使双方が合意し和解が成立した。和解内容は、会社が不当労働行為と認めた上で繰り返さないことを誓約し、解決金を支払う[9]というもの。

### 宣伝活動

#### テレビCM
- インターネットを窓口とした印刷通販サービスを展開した2002年から7年後の2009年からテレビCMの放映を開始され全国的に認知度を高める。テーマソングはPoPoyans（ポポヤンズ）という女性フォークデュオ音楽アーティストが手がけ、その後同じ楽曲が長年利用され続けている。
- 「印刷で日本中のお役に立ちたい 篇」 - 「印刷の大切さ」が表現されたCM、あるパン屋さんのオープンの様子が描かれている。祈るような想いで店の前にポスターを貼るご主人。チラシを配る奥さん。焼きたてのパンのそばに置かれるPOP。それら印刷物が、人生において非常に重要な役割を果たしているということが表現され、「印刷でみなさまのお役に立ちたい」という企業姿勢を伝えるCMとして放映された。[10]

#### テレビ番組
- 金曜ロードショー（日本テレビ系列）※2021年4月より。yogiboから引き継いだ。

- おとな会 support by プリントパック

2014年10月よりMBS（毎日放送）で放送されている番組「～オトナ度ちょい増しTV　～おとな会」の提供をプリントパックが行っている。
司会は上泉雄一アナウンサー、解説に小宮一慶氏（経営コンサルタント）、ナレーションは越乃リュウ、関岡香（MBSアナウンサー）、鈴木健太（MBSアナウンサー）で、『経済』『歴史』『文化』『音楽』など、複数のジャンルから知的好奇心を満たす事柄を紹介していく。番組内ではプリントパック60秒CMを見ることができ、また公式サイトではCMでは収まりきらなかったインタビューシーンなどを繋げた限定版のCMを見ることもできる。

### 協賛活動
- 時を超えて・祇園祭 - 祇園祭の文化支援キャンペーン「時を超えて・祇園祭」に協賛企業として参加。他に京都新聞社やキリンビールなどが支援している。[12]
- 情報・印刷産業展 - プリントパックでは2011年からJP展産業協会が主催、公益社団法人日本印刷技術協会や大阪印刷関連団体協議会が協力する情報・印刷産業展に出展を行っている。[13]